# Cmentarz prawosławny w Wyrykach-Woli
Cmentarz prawosławny w Wyrykach-Woli – prawosławna nekropolia w Wyrykach-Woli, administrowana przez parafię Narodzenia Najświętszej Maryi Panny we Włodawie.
Cmentarz powstał w II połowie XIX w. Przetrwało na nim kilkanaście nagrobków z I połowy XX stulecia, w tym kilka typowych dla lokalnej sztuki sepulkralnej wysokich drewnianych krzyży zdobionych wzorami snycerskimi i zwieńczonych kutymi w metalu małymi krzyżykami. Na cmentarzu znajduje się również wzniesiony przed II wojną światową murowany pomnik-krzyż prawosławny upamiętniający (zgodnie z inskrypcją) „wojnę europejską 1914–1918”, osoby, które w jej trakcie zaginęły bez wieści oraz wydzielenie serwitutów.